# Шуоярви
Шуоярви — озеро на территории Ругозерского сельского поселения Муезерского района Республики Карелии.

## Общие сведения
Площадь озера — 1 км², площадь водосборного бассейна — 5,4 км². Располагается на высоте 158,7 метров над уровнем моря.
Форма озера лопастная, продолговатая: оно вытянуто с северо-востока на юго-запад. Берега изрезанные, преимущественно заболоченные.
Из залива на северо-западной стороне озера вытекает безымянный водоток, втекающий с правого берега в реку Рокжозеро. Рокжозеро впадает в реку Онду, втекающую, в свою очередь, в Нижний Выг.
В озере более десяти безымянных островов различной площади, однако их количество может варьироваться в зависимости от уровня воды.
К югу от озера проходит автозимник.
Код объекта в государственном водном реестре — 02020001311102000008166.